# Skallasjö
Skallasjö är en sjö i Borås kommun i Västergötland och ingår i Viskans huvudavrinningsområde. Sjön är 4,5 meter djup, har en yta på 0,024 kvadratkilometer och befinner sig 136 meter över havet.